# Clubiona thorelli
Clubiona thorelli là một loài nhện trong họ Clubionidae.
Loài này thuộc chi Clubiona. Clubiona thorelli được Carl Friedrich Roewer miêu tả năm 1951.